# 高木市之助
高木 市之助（たかぎ いちのすけ、1888年〈明治21年〉2月5日 - 1974年〈昭和49年〉12月23日）は 、日本の国文学者。九州帝国大学教授、日本大学教授をつとめた。

## 経歴
出生から修学期
1888年、愛知県名古屋市で高木六郎の長男として生まれた。1906年、京都府立第一中学校を卒業。1909年、第三高等学校を卒業後、東京帝国大学文学部へ進学し、国文科で国文学を専攻した。1912年、同校を卒業。
大学卒業後
1915年より第五高等学校に教員として勤務。1920年、文部省図書監修官となった。1922年、旧制浦和高等学校教授に就任。1924年に欧州留学を命じられ、イギリスなどヨーロッパ留学を経て、1925年より京城帝国大学教授。1939年、九州帝国大学法文学部教授となった。
太平洋戦争後
戦後の1948年、日本大学の教授となった。1954年、学位論文『古文芸の論』を東京大学に提出して文学博士の学位を取得。。1950年に愛知県立女子専門学校が女子短期大学に改組され、愛知県立女子短期大学となると初代学長に就任。また、同1950年より名古屋大学でも教鞭をとっていた。
学界では日本学術会議会員であり、上代文学会長をつとめた。昭和44年（1969年）正月、歌会始召人を務めた。1974年に死去。

## 研究内容・業績
専門は国文学で、上代文学。とりわけ『万葉集』に関する研究が多く、文学論の確立に努めた。『吉野の鮎』ほか多数の著書を残した。
いくつかの学校の校歌の作詞も手がけ、中でも福岡県立筑紫丘高等学校の校歌は記紀万葉・変体漢文を思わせる全文が漢字のユニークなものである。また、国語教育の面では、大正期の国定国語読本『尋常小学国語読本』編集の中心となった。

## 受賞・栄典
- 1951年：『古事記』を中心とする古代文芸学の研究に対して中日文化賞受賞[6]。

## 著作
著書
- 『日本文学の環境』(日本文学大系 5) 河出書房 1938
- 『吉野の鮎 記紀万葉雑攷』岩波書店 1941
  - 復刊
- 『表覧日本文芸史』(全2巻) 武蔵野書院 1949-1950
- 『湖畔 ワーズワスの詩蹟を訪ねて』東京書院 1950
  - 文庫化 講談社学術文庫 1977年
- 『万葉集』福村書店 (国語と文学の教室) 1952年
- 『古文芸の論』岩波書店 1952
- 『スサノオノミコト』麦書房 (雨の日文庫) 1958
- 『詩酒おぼえ書き』塙書房 1958
- 『日本文学の歴史』武蔵野書院 1960
  - 新版 1981年
- 『日本文学の歩み』武蔵野書院 1960
  - 新版 2000年
- 『国文学五十年』岩波新書 1967[7]
- 『雑草万葉』中央公論社 1968
- 『大伴旅人・山上憶良』(日本詩人選) 筑摩書房 1972
- 『貧窮問答歌の論』岩波書店 1974
- 『古典春秋』毎日新聞社 1974
- 『平家物語の論』講談社学術文庫 1977

著作集
- 『高木市之助全集』（全10巻) 講談社 1976-1977

1. 吉野の鮎,国見攷
2. 叙事詩の伝統, 新羅へ
3. 舎人人麿, 憶良と旅人
4. 雑草万葉, 古典随想
5. 平家物語の論, 中世の窓
6. 古文藝の論, 文学新生
7. 日本文学の環境, 他山録
8. 湖畔, 抒情の方法
9. 国文学五十年, 遍路残照
10. 詩酒おぼえ書き, 淡閑吟

共編著
- 『平家物語』沼澤龍雄 中興館 1926
- 『万葉集』 久松潜一 中興館 1927
- 『岩波小辞典日本文学 古典』岩波書店 1955
- 『上代歌謡集』朝日新聞社 日本古典全書) 1967
- 『炎の女たち 日本の歴史を追って』現文社 1967
- 『古事記総索引』富山民蔵 平凡社 1974-1977
- 『尋常小学国語読本』深萱和男録、中公新書 1976

### 評伝
- 安藤宏『高木市之助　文藝論の探求』「近代「国文学」の肖像　第5巻」岩波書店 2021年